# 長崎純景
長崎 甚左衛門純景（ながさき じんざえもん すみかげ、天文17年（1548年）? - 元和7年12月22日（1622年1月25日））は戦国時代・安土桃山時代の城主。キリシタン大名。洗礼名は「ドン・ベルナルド」。大村純忠は岳父（妻の父）。肥前国西彼杵郡長崎に拠った。祖父・有馬康純が長崎氏の養子に入り「長崎」を名乗った。

## 略歴
戦国時代には大村氏に従属していた。反キリスト教の西郷純堯、深堀純賢兄弟による襲撃に悩まされ、岳父の純忠の薦めによって長崎をイエズス会に寄進したため、所領のほとんどを失った。その後も大村氏に従属して、西郷・深堀氏の水軍による侵攻を幾度も撃退している。
しかし、長崎郊外の所領も豊臣政権の九州征伐によって接収されて長崎の一部に組み込まれると、わずかに残った所領も江戸幕府の差配によって大村氏に付け替えられる（1605年）。独立勢力としての所領を完全に失った純景に、大村氏から700石の代地を提示されるが、これを蹴って大村氏の家臣団を離れ、各地を流転した後に筑後国主の田中吉政に仕えた。後継の忠政の死去をもって田中家は断絶、元和6年（1620年）に改易されると純景は実弟が守る大村藩に戻り、100石で仕えた。
元和7年（1622年）、時津にて没した。
純景の実弟・惣兵衛重方が養子先の戸町氏から戻って来て長崎氏の名跡を継いだ。また、純景の娘の一人は大村藩二代目普請奉行の井石主水之允頼次に嫁した。

## 純景の養子
長崎甚左衛門純景の養子であった大村純忠の弟.盛の子.松浦右近頼直は、純景が受取らなかった時津を初代藩主.大村喜前から受取り時津の一村一領主となった。
大村家と血縁関係が深かったこともあり、頼直の娘（純景の孫）は、二代藩主.大村純頼に嫁し、その間に生まれた三代藩主.純信は子に恵まれなかったため、純信の妻方.伊丹氏より四代藩主.大村純⾧を迎えた。ところが、この時点で大村氏の血筋が途絶えてしまうため、またしても頼直の娘が純⾧に嫁し大村氏の血筋が引き継がれた。

## 長崎県史跡
没後80年、元禄15年（1702年）に子孫の大村藩家老大村長直が現在の時津町浜田郷小島田の地に建てた純景夫妻の墓碑は、1966年（昭和41年）4月18日、「長崎甚左衛門の墓」として長崎県史跡に指定されている。